# 湊川隧道
湊川隧道（みなとがわずいどう）は、兵庫県神戸市にある河川トンネルである。会下山を貫通しているため会下山トンネル（えげやまトンネル）とも呼ばれる。たびたび水害の原因となっていた湊川の流路変更に伴い建造された。1901年竣工。
1995年の兵庫県南部地震により大きな損傷を受け、これを機に新たな流路・トンネルが建設されることとなった。2000年に新湊川トンネルが竣工・通水し、湊川隧道は100年にわたるその役目を終えた。
2011年に土木学会選奨土木遺産に認定され、2019年には国登録有形文化財に登録された。

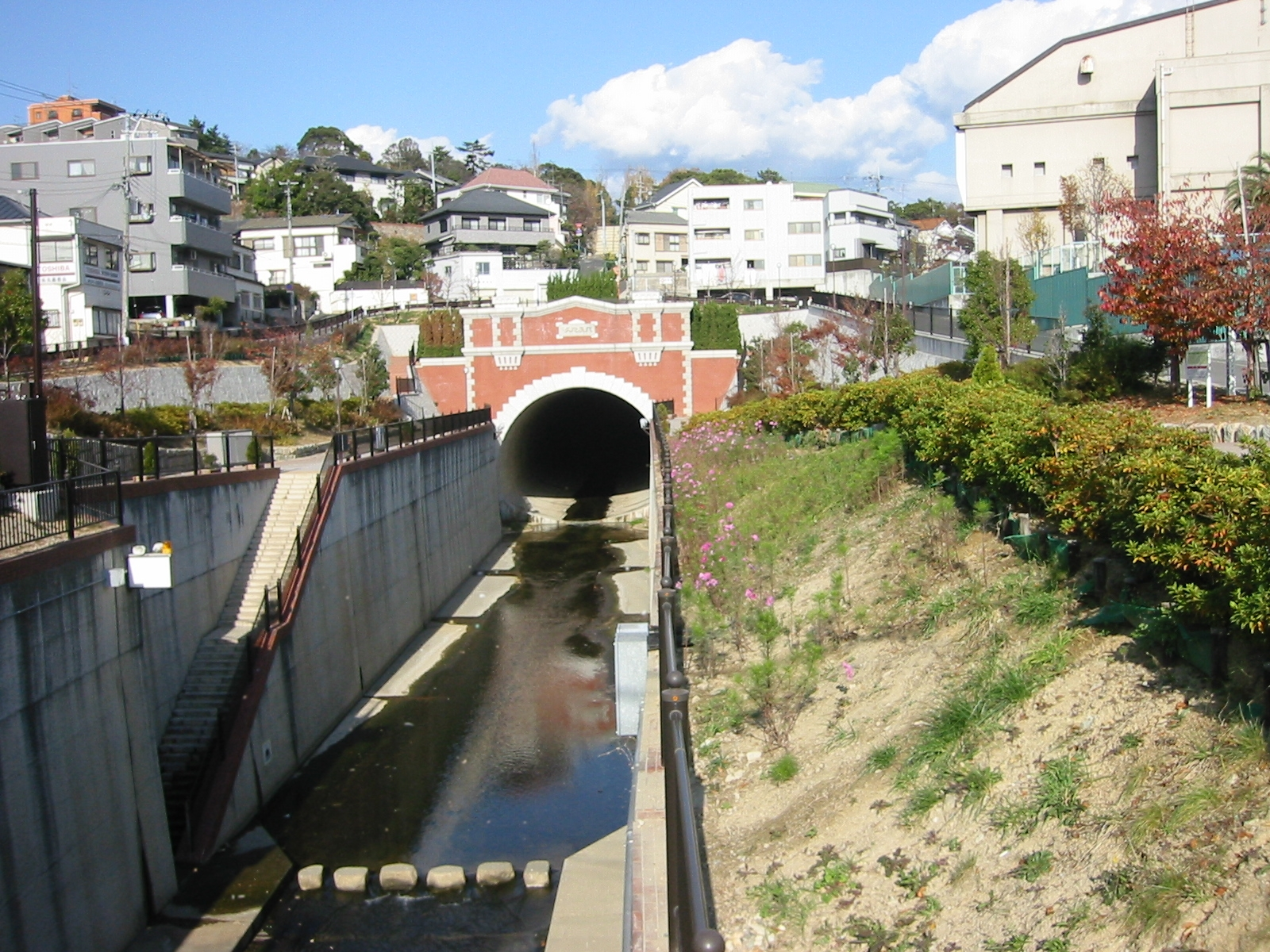
新湊川トンネルの吐口。旧トンネルの扁額を用いている

## 背景
明治の半ば頃までの湊川は、石井川と天王谷川との合流点から南東方向へ、現在の湊川公園を経て新開地を通り、市街地の中心部を貫いて流れていた。
湊川は普段は穏やかな流れの川であったが、大雨が降ると短時間で水位が上昇し、何度も大きな水害が発生した。さらに、上流から押し流された土砂によって天井川となっており、堤防は6mもの高さであった。これによって神戸と兵庫の町が分断されていたことも交通や流通、経済面における障害となっていた。
改修の議論はあったものの、費用面の問題で先延ばしになっていた。1896年（明治29年）8月、台風による大雨で湊川の堤防が100mにわたり決壊し、福原町、仲町を中心として死者38名、負傷者57名を出す惨事となった。この大災害がきっかけとなり、「災害対策が神戸市目下の急務」と報じられ、世論の盛り上がりととともに改修工事の具体化が急速に進んだ。

## 湊川改修株式会社の設立
1897年（明治30年）、神戸財界の重鎮小曽根喜一郎、大阪の豪商藤田伝三郎、東京の大倉喜八郎らが発起人となって「湊川改修株式会社」が設立された。発起人は旧湊川を挟んで西側の湊西区や湊区から10名、東側の湊東区や神戸区から15名、大阪市から6名、東京市から1名（大倉）の計32名であった。河川の付け替えという公共事業でありながら、多くの地主や実業家らが主となって行った画期的な工事であった。
| 神戸市湊西区 | 小曽根喜一郎、岸本豊太郎、大野輝吉、澤野完七、池永通、沢田清兵衛、岡田元太郎、藤田松太郎、神戸兵右衛門                   |
| 神戸市湊区   | 谷勘兵衛 |
| 神戸市湊東区 | 小野健四郎、波多野央、柴仁兵衛、直木政之介                                                                               |
| 神戸市神戸区 | 横田考史、生島四郎左衛門、濱田篤三郎、丹波謙蔵、桑田彌兵衛、飯田勇記、池田貫兵衛、神代郁之進、渡邉尚、藤井一郎、鹿島秀磨 |
| 大阪市       | 藤田伝三郎、久原庄三郎、土居通夫、斎藤幾太、田中市兵衛、田中市太郎                                                       |
| 東京市       | 大倉喜八郎 |

## トンネル建設
当初の改修計画は、洗心橋の上手で湊川を締め切り、そこから新湊川を開削して会下山の南側に新しい川を掘り進む計画となっていた。しかし現地の住民から反対意見が寄せられたため、会下山の下にトンネルを通し、長田神社八雲橋下手で苅藻川と合流して以降は苅藻川の川幅を広げて東池尻の海岸へ注ぐ経路へと変更された。このトンネルが「湊川隧道」である。
湊川隧道は日本初の河川トンネルであった。湊川隧道の施工は大倉土木組（のちの大成建設）が請負い、3年9ヶ月に及ぶ大工事の末に完成となった。現在のような重機・機械がないため、トロッコやもっこ、ノミやツルハシを用いた人力による作業での施工であった。トンネル坑口の上部に懸けられた扁額には、呑口部に「湊川」、吐口部に「天長地久」と記された。
旧湊川の流域は湊川公園および新開地として整備された。流路変更された湊川は正式には「新湊川」と改名されたが、以後も旧称「湊川」が通用している。

### 改修
昭和2年、神戸有馬電気鉄道の鉄道工事に伴うトンネル延伸工事の際に呑口側が約66m東に移設された。増築部分は鉄筋コンクリート造りである。

## 特徴
隧道の内壁はレンガ積みで、側壁はイギリス積み（レンガを長手だけの段、小口だけの段と一段おきに積む方式）、アーチ部は長手積み、天井の一部には「堅積み」という技法が採られた。地下水の排水や地山からの土圧を均等に受け持つ目的で履工背面に栗石が充填された。履工の厚みはレンガの長手方向に3個分（約70cm）あり、全周の列数は239列ある。隧道全体で少なくとも400万個以上のレンガが使用された。
河床のインパート部分には洗掘摩擦に強い御影石が用いられた。石畳が凹状に湾曲したように切石が敷き詰められた。横断方向に25列あり、両端部の3個の石材が19個の切石を挟みこむように配置され、側壁部の煉瓦積みの基礎石の役目を担っている。

## 新湊川トンネルの建造
湊川の付け替えののちも、水害の発生はゼロではなかった。昭和42年の大水害を契機に改修事業が本格化し、1989年（平成元年）までに苅藻川合流点より下流については改修が完了したが、合流点より上流については人家が密集しており、ほとんど未改修の状態であった。
1995年（平成7年）の兵庫県南部地震により、この未改修の区間が擁壁護岸転倒など甚大な被害を受けた。トンネル自体も吐口側坑口の倒壊やアーチ側壁部煉瓦積みに剥離や亀裂が発生した。このため、原形復旧だけではなく、未災箇所を含めた一連の区間について河積の拡大等を含む改修作業を実施し、「新湊川トンネル」として建造することとなった。吐口側坑口付近は上部に住宅が密集するためバイパス方式を用いず、既設トンネルを拡大することとした。呑口側は出水期の施工及び上流側護岸との線形を考慮し、バイパストンネル及び開削トンネルとして既設トンネルと分離して施工した。バイパストンネルは新オーストリアトンネル工法を用いて掘削した。
2000年に新湊川トンネルが竣工・通水し、湊川隧道は100年にわたるその役目を終えた。

## 保存運動
1990年頃より、土木の分野において歴史的な近代土木遺産の価値を再評価し保存すべきと言った論議が行われるようになった。こうした背景を踏まえ、土木技術史、歴史・文化、トンネル工学、行政など有識者からなる委員会を設け検討した。委員会は湊川隧道の歴史的価値評価について、「技術的評価」・「意匠的評価」・「系譜的評価」の三つの軸から評価を行い、いずれの評価軸からも近代土木遺産として高い価値を有することを認め、兵庫県、神戸市の歴史・文化を語る遺産として、将来のまちづくり、さらには土木技術の継承に役立てるべきであると結論付けた。
2011年（平成23年）、土木学会選奨土木遺産に認定。
2019年（平成31年）3月29日、国登録有形文化財に登録された。

### 湊川隧道保存友の会
2001年（平成13年）、湊川隧道の保存及び研究や情報発信などの活動を行なうボランティア組織「湊川隧道保存友の会」が発足。平成20年度の手づくり郷土賞を受賞した。

## アクセス
- 神戸電鉄湊川駅から徒歩約8分（700メートル）